# Józef Budziłło
Józef Budziłło – chorąży mozyrski, pułkownik królewski, pamiętnikarz.
W 1607 wziął udział w II Dymitriadzie. Do grudnia 1610 pozostawał na służbie Dymitra Samozwańca II. Na początku 1612 sprowadził żywność do Moskwy. 31 stycznia został jednym z głównych dowódców, obok Mikołaja Strusia polskiej załogi Kremla. Po kapitulacji Moskwy 7 listopada 1612 dostał się do rosyjskiej niewoli, z której wyszedł dopiero w 1619. 

## Dzieło
- Pamiętnik czyli Historia Dymitra fałszywego.